# Ammarnäsdeltat
Ammarnäsdeltat este o arie protejată (arie specială de conservare — SAC, sit de importanță comunitară — SCI, arie de protecție specială avifaunistică — SPA) din Suedia întinsă pe o suprafață de 272,5 ha, integral pe uscat.

## Localizare
Centrul sitului Ammarnäsdeltat este situat la coordonatele 65°57′40″N 16°13′45″E / 65.9612°N 16.2292°E.

## Înființare
Situl Ammarnäsdeltat a fost declarat arie de protecție specială avifaunistică în mai 2018 pentru a proteja 12 specii de animale. Alte tipuri de protecție:
- sit de importanță comunitară (în mai 2001)
- arie specială de conservare (în decembrie 2009)[1][3][4]

## Biodiversitate
Situată în ecoregiunea alpină, aria protejată conține 3 habitate naturale: Cursuri de apă de la nivel de câmpie la nivel montan, cu vegetație Ranunculion fluitantis și Callitricho-Batrachion, Pajiști aluvionare boreale nordice, Râuri naturale fino-scandinave.
La baza desemnării sitului se află mai multe specii protejate de  păsări (12): ciuf de câmp (Asio flammeus), Gallinago media, cufundar polar (Gavia arctica), sitar de mal nordic (Limosa lapponica), ferestraș mic (Mergus albellus), notatița cu ciocul subțire (Phalaropus lobatus), bătăuș (Philomachus pugnax), ploier auriu (Pluvialis apricaria), corcodel-urechiat (Podiceps auritus), chiră de baltă (Sterna hirundo), Sterna paradisaea, fluierar de mlaștină (Tringa glareola).